# Clement Claiborne Clay
Clement Claiborne Clay (ur. 13 grudnia 1816 w Huntsville, zm. 3 stycznia 1882 w Madison) – amerykański polityk związany z Partią Demokratyczną. Reprezentował stan Alabama w Senacie Stanów Zjednoczonych.
Urodził się w Huntsville. W 1834 roku ukończył studia na Uniwersytecie Alabama, a następnie w 1839 roku prawo na Uniwersytecie Virginia. W 1840 roku został przyjęty do palestry i rozpoczął praktykę w Huntsville. Zasiadał w stanowej izbie reprezentantów w 1842, 1844 i 1845 roku. W latach 1848–1850 był sędzią w hrabstwie Madison.
W 1850 roku bez powodzenia brał udział w wyborach do Kongresu. 29 listopada 1853 roku został senatorem Stanów Zjednoczonych. W 1858 roku został wybrany na kolejną kadencję i piastował to stanowisko do 21 stycznia 1861 roku – do czasu ogłoszenia przez Alabamę secesji z Unii Amerykańskiej. W latach 1857–1861 był przewodniczącym senackiej Komisji ds. Handlu.
W latach 1861–1863 zasiadał w Senacie Konfederacji. W 1865 roku został aresztowany w związku podejrzeniem, że brał udział w zamach na Abrahama Lincolna. Osadzono go w Fort Monroe, gdzie przebywał około roku. Po zakończeniu wojny secesyjnej osiadł na swojej plantacji w hrabstwie Jackson. Zmarł w 1882 roku i został pochowany na cmentarzu Mapple Hill w Huntsville.